# Konrad Breitrainer
Konrad Breitrainer (* 3. Mai 1933 in Pfaffenbichl, Gemeinde Söllhuben) ist ein deutscher Politiker (CSU).
Breitrainer besuchte die Volksschule in Söllhuben und machte eine dreijährige Lehre im Malerhandwerk, ehe er die Berufsschule in Rosenheim mit der Gesellenprüfung verließ. Es folgten zwei Jahre Wanderzeit in Rosenheim, München und Waldkraiburg, der Besuch des Spätberufenenseminars Fürstenried und des Humanistischen Gymnasiums Rosenheim mit Abitur. Daraufhin studierte Breitrainer die Sprachen Deutsch, Latein und Griechisch an der Universität München. Er machte 1962 die wissenschaftliche und 1964 die pädagogische Staatsprüfung, gefolgt von einer Referendarzeit in München und Traunstein und einer Unterrichtstätigkeit in Bad Reichenhall und Rosenheim. Breitrainer ist Oberstudienrat a. D., Mitglied des Bayerischen Philologenverbands und der Katholischen Erziehergemeinschaft. Er war auch Altsenior bei Kolping Bad Reichenhall und im Bezirk Rupertigau und Vorsitzender des Kolpingwerks Bezirk Rosenheim. Er war als Referent tätig bei Kolping, der Katholischen Arbeitnehmer-Bewegung und in Kreisbildungswerken.
1964 wurde Breitrainer Mitglied der CSU. Er war Gemeinderat und CSU-Vorsitzender in Rohrdorf, Kreisrat des Landkreises Rosenheim und stellvertretender Diözesanvorsitzender der KAB München und Freising. Am 26. August 1980 rückte er für den verstorbenen Hans Kohlmann in den Bayerischen Landtag nach. Er war dort bis 1994 Abgeordneter.
Er ist Mitglied der katholischen Studentenverbindung K.B.St.V. Rhaetia München.